# Yosorejo (Siwalan)
Yosorejo is een bestuurslaag in het regentschap Pekalongan van de provincie Midden-Java, Indonesië. Yosorejo telt 2712 inwoners (volkstelling 2010).